# Biserica Buna Vestire din Ploiești
Biserica „Buna-Vestire” din Ploiești este situată la circa 300 m de centrul orașului Ploiești, pe strada Plevnei numărul 2 (la intersecția străzilor Plevnei, Bunavestire, Arcași, Vânători) .
Se învecinează cu parohiile bisericilor :
- Sfinții Voievozi la Vest
- Adormirea Maicii Domnului la Nord
- Sfântul Nicolae Nou la Nord
- Sfântul Pantelimon la Sud
- Sfântul Dumitru la Est
- Sfântul Nicolae Vechi la Est

Biserica are hramurile „Buna-Vestire” (25 martie) și „Sf. Mironosițe” (a treia duminică după Paști).
„De vreme ce mulți s-au încercat, să întocmească o 
istorisire despre faptele, care s-au petrecut printre 
noi , așa cum ni le-au lasat, cei ce le-au văzut de la 
început și au fost slujitori ai cuvântului: - am găsit și 
cu cale, prea alesule, Teofile, după ce de la obârșie
am cercetat toate cu deamănuntul, să ți le scriu 
unele după altele” (Luca I , 1-3)

## Istoric

### Pisania
„Această sfântă și Dumnezeiască Biserică ce se prăznuiește hramul Buna-Vestire – ce a doua oară refăcându-se s-au ridicat din temelie cu osârdia robilor lui Dumnezeu și ctitori ai acestui sfânt lăcaș Teodor Zoplan, Mihail Șărban Luxandra : cu cea dintâi începere de cheltuială a răposatului Hagi Nicolae Cazan și s-au săvârșit leat 1833 octombrie 24 în zilele înălțatului Domn Alexandru Ghica – Anton – Preot Matei Trifonos”.
Pisania de deasupra ușii de la intrare ne dezvăluie că actuala Biserică cu hramul „Buna-vestire” a fost ridicată în anul 1833, octombrie, 24 în vremea domnitorului Alexandru Ghica Voevod, iar numele ctitorilor au fost Teodor Zaplan, Șărban Luxandra, Hagi Nicolae Cazan. 
Din documentele vremii rezultă însă că pe același loc a fost o altă biserică de zid care data probabil, cel puțin de la începutul secolului al XVIII-lea.
Cea mai veche mențiune de existență a acestei biserici o arată în ființă la anul 1793. În „Catagrafia Eparhiei Ungrovlahiei” realizată în anul 1810, se vorbește că unul dintre preoții acestei biserici a fost mutat în anul 1793 de la Bordeiu la biserica Buna-Vestire, unde acum se află. (Manuscrisul Academiei Române, „Mahalaua abagiilor” nr .1457).
Într-un manuscris al profesorului de istorie Petrescu-Zagorit se spune : „Judecând după această împrejurare și după partea orașului în care se află, cred că trebuie să se acorde acestei biserici o vechime mai mare decât bisericii Sfinții Voievozi, întemeiată între anii 1753-1764 și deci, să o considerăm din prima jumătate a secolului XVIII”.
Tot în „Catagrafia Eparhiei Ungrovlahiei” din 1810, menționează că plasa orașului (Ploiești) are 9 mahalale dintre care mahalaua „Popii Radului”, hram Buna-Vestire, cu biserică de zid cu toate rânduielile bune. Slujeau : „ preot Stan sin preot Mateiu, 40 de ani . Cu citire bună fără nici o patimă și neglodit, de neam român, fecior de preot, preoțit leat 1798 septembrie 9. Preotul Moise sin preotul Ioan, 56 de ani, cu citire bună, fără nici o patimă și neglodit, văduv, de neam român la leat 1793 (...) Mahalaua are 77 de case cu 142 de suflete parte bărbătească și 132 parte femeiască, peste tot 280 de suflete”.
Scurtă vreme după reconstruire , în anul 1836, pe lângă biserica Buna-Vestire a luat ființă o școală grecească pentru „fii de biserici, care preferau această limbă”.
Bombardamentele din cel de-al Doilea Război Mondial și seismele au făcut ca biserica să sufere avarii destul de grave, iar înfățișarea bisericii de astăzi să difere de cea din 1833.
În patrimoniul bisericii se găsesc peste 50 de icoane pictate în secolul XIX dintre care cea mai valoroasă este icoana „ Sfintele Mironosițe la mormântul Mântuitorului ” pictată de zugravul Atanase. Un potir de argint din anul 1806 reprezintă și el mândria bisericii.

## Arhitectură
Arhitectura exterioară a bisericii este în stilul neoclasic specific secolului XIX. Este construită din cărămidă , cu ziduri groase de 1 metru, în formă de cruce, altarul și sânii având o structură semicirculară.
„Fațada este împărțită pe înălțime în două registre, cel inferior mai înalt, care marchează printr-un brâu ce încinge biserica, înălțimea de naștere a bolților din interior, cu pilaștri de factură neoclasică ce sfârșește cu un capiteliu sprijinit în cornișă reliefată încoronând pereții de jur-împrejur” – pr. Marin Cilă.
Fundația bisericii este din cărămidă cu mortar de var hidraulic.
Lungimea bisericii la interior este de 25,85 m iar la exterior 28 m. Lățimea din interior este de 6,4 m (pronaos) și 13 m (sânii). Înălțimea în interior 6,8 m (pronaos) și 19 m (la turla „Pantocratorului”). În exterior înălțimea uniformă până la cornișă este de 8,35 m.
Tavanul superior al pronaosului are formă de boltă cilindrică, executat din grădele fixate pe colaci de lemne.
Sânii bisericii și altarul sunt prevăzuți cu bolți în jumătăți de calotă . Bolta altarului este executată din tencuială pe grădele, iar bolțile naosului din tencuială pe șipci de brad cu rapiță.
În pronaos , o scară duce la cor. Acesta a fost adăugat (probabil) în 1870 și este construit dintr-un planșeu de lemn cu parapet, tencuite și pictate.
N.I.&N.E.
Pardoselile pronaosului sunt din plăci de mozaic, altarul din dușumea , înlocuită astăzi cu parchet.

### Pridvorul
Pridvorul avea aceeași înălțime cu restul bisericii. În timpul celui de-al doilea război mondial pridvorul a fost bombardat și distrus complet. (24 aprilie 1944)
În locul pridvorului s-a construit o marchiză cu geamuri.
Ușa pridvorului din fier forjat vopsit negru cu cruciulițe din bronz a rămas.

### Turle
Până în anul 1944 biserica avea 4 turle: 3 mici și una mare. Prin distrugerea pridvorului, biserica a rămas cu o singură turlă.
În anul 1949 s-a descoperit că și turla mare a bisericii este în pericol să se prăbușească. S-a luat hotărârea demolării turlei și contruirea alteia mai mici, consolidată la bază. 
În anul 1956,25 iulie, s-au început lucrările de restaurare a bisericii, care constau în refacerea turlei mari. În timpul lucrărilor turla s-a prăbușit în mijlocul bisericii. Astfel, biserica trebuia consolidată de la temelie.
În perioada 1962-1970 s-au refăcut temeliile exterioare, s-a construit pridvorul cu vitralii.
În anul 1977 s-au început lucrările de restaurare a picturii și alte reparații datorate avariilor produse de cutremurul din același an.

### Pictura
Prima pictură datează din 1833, este executată în tehnica frescă și este restaurată în ulei în 1870-1871 de pictorul Radu Vintilescu.
În 1976-1977 pictorul Ion Taflan a continuat și a terminat pictura bisericii tot în ulei.

### Catapeteasma
Catapeteasma din lemn cu aplicații florale, are icoane pictate din 1870 de pictorul Nae Costescu. Ușile împărătești aparțin altei tâmple mai vechi - probabil din secolul XVIII. Sunt frumos sculptate pe două bucăți de lemn.
Toate lucrările prezentate până acum au fost realizate în timpul preotului Cilă Marin.
În anul 1985 a fost numit un nou preot Nicolae Ion , transferat de la Biserica parohiei Albești Muru, unde abia terminase construirea unei noi biserici în locul celei dărâmate la cutremurul din martie 1977.
La sosirea preotului, Biserica Buna-Vestire era un lăcaș îngrijit și nu părea să necesite mari reparații, dar în vara anului 1986 un nou cutremur lovește. Pereții bisericii se crapă și ștucatura superioară cade.
În anul 1987 se începe consolidarea pereților bisericii.
Cutremurul din 1991 duce la necesitatea consolidării și a turlei, care prezentași ea crăpături. Tot acum se construiește de jur-împrejurul bisericii un pavaj de beton. Anii 2001-2003 vin cu noi și costisitoare lucrări de consolidare a bisericii. Se realizează o subzidire (temelia fiind din cărămidă) cu beton și fier beton. Apoi pereții sunt tencuiți cu praf de piatră. Anii 2005-2006 sunt meniți unor lucrări interioare. Pardoseala Sfântului Altar (din lemn ) este înlocuită cu parchet melaminat. Scările Sfântului Altar vor fi placate cu gresie. Se înlocuiesc ferestrele (din lemn) cu ferestre termopan. Se înlocuiesc scaunele și covoarele. Se cumpără obiecte de cult noi (evanghelie, veșminte) și se recondiționeză cele vechi. În 2007 catapeteasma este repoleită cu foiță de aur , ramele unor icoane și scaunul împărătesc de asemenea. 
Policandrul din centrul bisericii este recondiționat. Sobele cu gaze sunt înlocuite și se introduce încălzire centrală. În anul 2008 încep alte lucrări de restaurare a exteriorului bisericii : vopsire acoperiș , turlă și pereți cu bronz și var lavabil.
Curtea Bisericii
Curtea bisericii are o suprafață de 2050 mp. A fost împrejmuită cu zid de cărămidă, șipcă și scânduri. Apoi , gardul din partea de sud a fost înlocuit cu plăci de beton (71 m).
În anul 1995, gardul de lemn a fost înlocuit cu altul din fier. 
În anul 2004, se construiește o nouă poarta din fier forjat. În 2007 de la această poartă până la intrarea bisericii s-a realizat o alee din dale de piatră.
În curte, în fața bisericii, spre sud, se află și mormintele preotului Cilă Marin și al soției sale.

### Clopotnița
Clopotnița este construită în sec. XIX și nu se cunoaște de către cine.
Este așezată separat de biserică, spre sud-vest, prevăzută și ca intrare în curtea bisericii. Este construită pe două nivele din cărămidă subțire la nivelul inferior și din cărămidă groasă la nivelul superior. Nivelul superior are ferestre mari construite din stâlpi de lemn cu capiteluri.
Acoperișul este construit din tablă neagră vopsită.
Clopotul cântărește 500 Kg și a fost adus în anul 1924.
Clopotnița a suferit stricăciuni în urma cutremului din 1940 la nivelul superior (preot Marin Cilă).
În anul 1997 (preot Nicolae Ion) este tencuită cu praf de piatră. În anul 2004 este zidită poarta de acces prin clopotniță și se realizează pe perete pictura Buna-Vestire și cei doi arhangheli (Pictor preot Mihai Dragu). În anul 2008 clopotnița este din nou restaurată.

## Casa parohială
Casa parohială a fost contruită între anii 1932-1934 și are o suprafață de 109 mp. Se află în curtea bisericii, în strada Plevnei, numărul 2 cu fața spre sud la o distanță de 7 m față de biserică. Este construită din cărămidă cu fundație de beton și este acoperită cu tablă galvanizată. Are un singur nivel. Este compusă din 4 camere, bucătărie, baie. Are instalație electrică și încălzire centrală (din 2006) din fondurile personale ale familiei preotului. Lucrări de reparații s-au făcut în 1968, 1970, 1977 – din fondurile preotului Marin Cilă. În anul 1990 casa parohială a fost consolidată cu tiranți de fier (preot Nicolae Ion). Casa parohială necesită în continuare consolidări.

## Activități pastorale
Preoții slujitori la această parohie au fost:
- Preot Stan sin preot Mateiu leat 1798.
- Preot Moise sin preot Ioan leat 1793 („Catagrafia Eparhiei Ungrovlahiei” din 1810)
- Preot Matei Trifanos (Pisania Bisericii, 1833)
- Preot Andrei
- Preot Marin Cilă
- Preot Nicolae Ion 1985 - parohul Bisericii în prezent.

Mulți tineri și-au facut ucenicia la strană sub îndrumarea preotului Nicolae Ion. Au învățat tipicul și și-au îmbunătățit felul de a cânta. Astăzi sunt preoți la parohii din județul Prahova și chiar din alte județe: Dragu Mihai – Puchenii Moșneni ; Vasilescu Gabriel – Brăila; Ajoiței Ionuț – Cartier Mitică Apostol ; David Ion – Protoieria Văleni; ș.a.
De-a lungul anilor, biserica Buna Vestire a fost vizitată de numeroase personalități: înalte fețe bisericești, oameni de cultură, oameni politici.
Cea mai importantă a fost cea a patriarhului ecumenic al Constantinopolului, Athenagoras, însoțit de mitropolitul Meliton al Calcedoniei, Kiril al Chaldeii, Hrisostom al Neocezareii și Maximos al Sardelor.
Vizita este menționată în Condica de Aur a Bisericii Buna Vestire la data de 18.10.1967. Aici găsim semnăturile mitropoliților, iar pe un bilețel separat o dedicație cu semnătura patriarhului Athenagoras.
În anul 1974, mai 19, Preasfințitul Roman Ialomițeanul (vicarul arhiepiscopiei Bucureștilor), poposește pentru „câteva clipe” și la biserica Buna Vestire (Condica de Aur a Bisericii, preot Marin Cilă). În plină perioada comunistă, vizitele și activitățile pastorale erau foarte rare. Abia în anul 1998, 25 martie, presfințitul Teodosie Snagoveanu, vicar patriarhal, la invitația preotului Nicolae Ion, poposește în mijlocul cuvioșilor și oficiază Sf.Slujbă a Hramului Bisericii.
În anul 1999, iulie 11, preasfințitul Teodosie oficiază în Biserica Buna Vestire cununia religioasă a fiicei preotului Nicolae Ion și a soției sale Nicolae Elena, Nicoleta cu teologul Enea Claudiu. La început de nou mileniu, iulie 2000, presfințitul Teodosie participă la slujba Sf. Liturghii, la finalul căreia este învrednicit ca preot, diaconul Enea Claudiu (care în prezent este preot misionar la Biserica Spitalului Județean de Urgență Ploiești).
În anul 2005, 24 martie, slujba hramului Bunei Vestiri este oficiată în prezența Preasfințitului Sebastian Ilfoveanu.
După încheierea perioadei comuniste, în anul 1989, activitățile pastorale au devenit mai numeroase și mai evidente. Preoții au început să se întâlnească mai des, mai ales cu prilejul hramurilor Sfintelor lor Biserici.

## Activități culturale
Parohia nu a avut și nici nu are un cor propriu, armonizat și sub conducerea unui dirijor profesionist, de aceea de-a lungul anilor au fost invitate să cânte corurile altor biserici din oraș. În Condica de Aur este menționată invitația onorată de Corul Ceremonial „I.C. Danielescu” al Catedralei Sf.Ioan din Ploiești la data de 6 iunie 1971.
În curând și Biserica Buna Vestire va avea un cor propriu, mai ales că marele compozitor și dirijor I.C. Danielescu s-a născut și a locuit în parohia Buna Vestire. Acest lucru este menționat de placa memorială așezată pe casa unde a locuit.
Începând cu anul 1990 – după revoluția din 1989 – preotul Nicolae Ion a putut sa înceapă o activitate culturală religioasă susținută. Primul pas a fost întâlnirea cu elevii Șc. Nr. 9 Ploiești, astăzi „Rareș Vodă”. Fiind introdusă religia în școli, preotul a susținut (gratuit) ore de religie. A participat la deschiderea și închiderea anului școlar și a sfințit școala. A participat și la alte evenimente inițiate de școală. Cu un sobor de preoți a oficiat slujba de sfințire a școlii, după renovarea acesteia.
Soția preotului, Elena Nicolae, fiind învățătoare la această școala, a organizat în fiecare an serbări de Sf. Crăciun și de Sf. Paști. Elevii au prezentat piese de teatru cu Nașterea Mântuitorului, colinde, poezii religioase. Multe dintre aceste evenimente au fost promovate în emisinile radio din Ploiești, în ziarele locale și chiar la Televiziunea locală „Alpha TV” sau „Wyll TV”.
Cu aceste ocazii, preotul Nicolae Ion a susținut și câteva interviuri, explicând însemnătatea evenimentului: „Astăzi, cu sprijinul profesorului de religie Slăniceanu Raluca, la Sf. Sărbători, elevii școlii se spovedesc și se împărtășesc”.
Radio Trinitas, martie 2008, a transmis, cu ocazia hramului Bunei Vestiri, un scurt istoric al bisericii, trimis de preotul Nicolae Ion. În ziarul „Conștiința”, editat prin bunăvoința preotului Bazavan Mihai, preotul Nicolae Ion a publicat una din poeziile sale, urmând să colaboreze în continuare. A colaborat cu Muzeul de Istorie în vederea conservării patrimoniului bisericii. A făcut excursii cu enoriașii pentru a vizita mănăstiri din județul Prahova, dar și din țară.
Biblioteca este mică, a avut și câteva lucrări de valoare care acum se află în custodia Muzeului Mănăstirii Sinaia: Triodul, tălmacit de Inochentie și tipărit la Râmnic în anul 1731; 2 Penticostare, tipărite la București, în anul 1743, tălmăcite de Neofit; Cazania tipărită la București în anul 1768; Sfaturi către Duhovnic, tipărită la București în anul 1799.

## Activități sociale
Activități sociale au fost multe. Doar o parte din ele au fost consemnate în procesele verbale ale parohiei. Din puținele donații primite de Biserica Buna Vestire s-au dat ajutoare și celor mai nevoiași, bătrâni, bolnavi. Copii de la Casa Eva au primit, prin intermediul preotului Nicolae Ion ,de la o firma comercială ,o gamă largă de lactate.
Tot la Casa Eva, Nicolae Ion a asistat la slujbele de seară ale copiilor, la serbările lor, le-a dăruit iconițe, ziare și reviste editate de Parohia Română.
Dezastrele inundațiilor din ultimii ani au făcut ca mulți oameni să rămână fără adăpost. Preotul Nicolae Ion a organizat colecte și puținul care a fost strâns a fost trimis familiilor neajutorate. S-au trimis bani, alimente, îmbrăcăminte, prin Protoieria Ploiești. Preotul Nicolae Ion, împreună cu alți preoți, a mers personal în zonele afectate.
Biserica însăși are nevoie de ajutor, numărul familiior fiind doar de 440 din care 85% sunt pensionari cu pensii foarte mici. De aceea nu se poate implica în multe activități filantropice. Spiritual, preotul Nicolae Ion încearcă să sensibilizeze și inimile celor care au mai multe posibilități financiare, pentru a participa la acțiuni caritabile.

## Cronologia lucrărilor de restaurare și reparații
- 1949 – turla mare a fost înlocuită cu o turlă mică (bombardată în 1944);
- 1956, 25 iulie – încep lucrările de reconstruire a turlei mari;
- 1962-1970 – se refac tencuielile exterioare și se reconstruiesc pridvorul cu vitralii și ușa din fier forjat;
- 1976 – încep lucrările de restaurare a picturii;
- 1987 – consolidarea bisericii (după cutremurul din 1986);
- 1990 – consolidarea casei parohiale cu tiranți de fier;
- 1993 – consolidarea turlei mari (după cutremurul din 1991);
- 1995 – se înlocuiește gardul de lemn cu unul din fier;
- 1996 – se realizează un pavaj de ciment în jurul bisericii;
- 1997 – reparații la clopotnița bisericii – tencuieli;
- 1999 – se reamenajează parcul bisericii;
- 2001-2003 – lucrări de consolidare a temeliei bisericii - subzidire cu beton și fier beton;
- 2004-2005 – s-a închis poarta de acces prin clopotniță și s-a realizat o pictură pe fațadă – “Buna Vestire”; s-a realizat o nouă poartă din fier forjat;
- 2005 – s-a înlocuit dușumeaua din Sf. Altar cu parchet nelaminat; s-a reintrodus încălzire centrală în casa parohială; s-au placat scările altarului cu faianță; s-a pavat pridvorul cu gresie;
- 2006 – s-au înlocuit ferestrele din lemn cu ferestre din termopan; s-au cumpărat obiecte noi de cult, veșminte, scaune, covoare (aceeași culoare); obiectele de cult vechi au fost recondiționate;
- 2007 – s-a repoleit cu foiță de aur catapeteasma, scaunul împărătesc și ramele altor icoane din biserică; policandrul de aramă a fost recondiționat; s-a instalat o centrală termică în biserică ; s-a realizat o alee din dale de beton de la poartă la biserică;
- 2008 – s-au efectuat lucrările de restaurare a clopotniței și a turlei bisericii (vopsire acoperiș, pereți);
- s-au început lucrările de restaurare la pereții exteriori ai bisericii;
- 2020-2023- casa parohiala a fost renovată și a fost schimbată destinația acesteia, devenind centrul social pentru vârstnici;
- 2024- au fost efectuate lucrări de amenajare a curții parohiale;
- 2025- a fost renovat Sfântul Altar și a fost rezidită Sfânta Masă;